# 1801
Năm 1801 (MDCCCI) là một năm thường bắt đầu vào thứ Năm trong lịch Gregory hay một năm thường bắt đầu vào thứ Ba

của lịch Julius chậm hơn 12 ngày.

## Sự kiện

### Tháng 1
- 1 tháng 1 - liên hiệp lập pháp của Đảo Anh và Ireland đã hoàn tất theo Đạo luật liên hiệp năm 1800, dẫn đến Vương quốc liên hiệp Anh và Bắc Ireland.

### Tháng 2
- 27 tháng 2: trận Thi Nại.

### Tháng 5
- 3 tháng 5: Nguyễn Ánh đánh chiếm Phú Xuân.

## Mất
- Tháng 1 - Mai Đức Nghị, võ tướng của chúa Nguyễn Ánh trong cuộc chiến với triều Tây Sơn
- 20 tháng 3 - Nguyễn Phúc Cảnh, hoàng tử đầu tiên của Vua Gia Long
- 23 tháng 7 - Laurent André Barisy, thuyền trưởng người Pháp tham gia quân đội của chúa Nguyễn Ánh
- 13 tháng 8 - Phương phi Trần thị, phi tần của vua Càn Long
- 24 tháng 12 - Trần Văn Kỷ, công thần dưới triều Tây Sơn
- Võ Tánh, võ tướng của chúa Nguyễn Ánh trong cuộc chiến với triều Tây Sơn